# Бауманська сільська адміністрація (Єгіндикольський район)
Баума́нська сільська адміністрація (каз. Бауман ауылдық әкімдігі, рос. Бауманская сельская администрация) — адміністративна одиниця у складі Єгіндикольського району Акмолинської області Казахстану. Адміністративний центр та єдиний населений пункт — село Бауманське.
Населення — 520 осіб (2021; 778 у 2009, 1074 у 1999, 1383 у 1989).
Станом на 1989 рік існувала Бауманська сільська рада (села Бауманське, Жолан). Село Жолан було ліквідоване 2009 року. 2013 року Бауманський сільський округ перетворено в сільську адміністрацію.

## Склад
До складу адміністрації входять такі населені пункти:
| Населений пункт  | Колишні назви | Населення, осіб (1989) | Населення, осіб (1999) | Населення, осіб (2009) | Населення, осіб (2021) |
| ---------------- | ------------- | ---------------------- | ---------------------- | ---------------------- | ---------------------- |
| Бауманське, село | -             | 1142                   | 858                    | 778                    | 529                    |
| Жолан, село      | -             | 241                    | 216                    | -                      | -                      |